# Limner
Limner ist eine Bezeichnung sowie der Notname für die meist unbekannten Kunsthandwerker, die vor der Etablierung einer eigenständigen Amerikanischen Kunst abseits der indianischen Kunst in Amerika unterwegs waren. Limner waren in der Regel Schildermaler und beschrifteten Gebrauchsgegenstände, sie schufen jedoch auch erste Landschaftsbilder, Porträts und Stillleben.
Bekannt wurden einzelne Limner durch Porträts bekannter Personen als Auftraggeber, von denen sich der entsprechende Notname ableitet. Hierzu gehören unter anderem Personen wie der Mason Limner, der Pollard Limner, der Stuyvesant Limner, der Gansevoort Limner oder der Freake Painter. Einzelne Limner wurden später als Maler auch namentlich bekannt wie etwa Charles Codman oder Erastus Salisbury Field.
Der Name Limner leitet sich von dem Verb to limn ab, das von einer altfranzösischen Bezeichnung für die Illuminierung einer Handschrift mit Initialen und Bordüren stammt.